# Gare de Pieksämäki
La gare de Pieksämäki (en finnois : Pieksämäen rautatieasema) est une gare ferroviaire finlandaise située à Pieksämäki.

## Situation ferroviaire
La gare est située sur les lignes Kouvola–Iisalmi, Jyväskylä–Pieksämäki et Pieksämäki–Joensuu.

## Histoire
En 2008, la gare a accueilli 204 000 voyageurs.